# Boraston
Boraston – wieś w Anglii, w hrabstwie Shropshire. Leży 45 km na południe od miasta Shrewsbury i 191 km na północny zachód od Londynu.